# Oleg Volosovskiy
Oleg Volosovskiy (Kiev; 26 de enero de 1971) es un arquitecto, diseñador, escenógrafo y conferencista ucraniano. Es el fundador de loft buro.

## Primeros años
Oleg Volosovskiy nació en Kiev, Ucrania, el 26 de enero de 1971. Su padre fue originalmente ingeniero electrónico y luego comenzó a trabajar en joyería. Su abuelo fue un arquitecto de iluminación responsable de la iluminación de descarga de gas de la calle Jreshchatyk en Kiev.
En 1994, se graduó de la Academia Nacional de Artes Visuales y Arquitectura con un título en Diseño Arquitectónico.
Mientras estudiaba en la academia, él y sus colegas crearon sus primeros proyectos pequeños.

## Carrera
En 1995, Oleg Volosovskiy comenzó su carrera profesional en arquitectura y fundó Studio 2111 en Kiev. Los proyectos se creaban utilizando las instalaciones de su pequeña producción. El estudio diseña interiores para bares, tiendas y centros de entretenimiento.
Más tarde, añadió accesorios y vestuario para artistas de circo como un área de trabajo separada. Su trabajo como diseñador de producción en el Teatro Román Viktiuk fue una etapa importante. Decoró los escenarios del Palacio Nacional de las Artes de Ucrania y el Ópera Nacional de Ucrania.
Diseñó el espacio para los programas de televisión de realidad ucranianos "On Knives", "Behind the Glass" y "Hell's Kitchen".
En 2001, el estudio fue reorganizado y su nombre fue cambiado. Oleg se convirtió en el fundador y arquitecto principal de loft buro (Kiev, Ucrania), una empresa especializada en el diseño de interiores para espacios públicos y privados en Ucrania y en el extranjero.
El estudio es conocido por trabajar en el estilo loft colonialque se utilizó por primera vez en sus proyectos, ejemplificado por los apartamentos Haylofty East-West,el chalet Enjoy the Silence,los restaurantes Marokana,Chiy Ugli.
En 2023, los proyectos de loft buro fueron incluidos en el libro UkraineRising (publicado por gestalten & Lucia Bondar), que presenta los logros de 70 creativos ucranianos en diversas industrias.Las obras del estudio se publican en publicaciones internacionales como Elle,ArchDailyy designboom.Los proyectos están nominados para participar en premios internacionales y nacionales como los Dezeen Awards,Frame Awards,SBIDy Restaurant & Bar Design Awards.
Después de la invasión a gran escala de Ucrania en 2022, el estudio comenzó a trabajar en proyectos sociales, incluyendo viviendas modulares para desplazados internos y módulos de vivienda para la mejora del hogar.